# 濟州航空

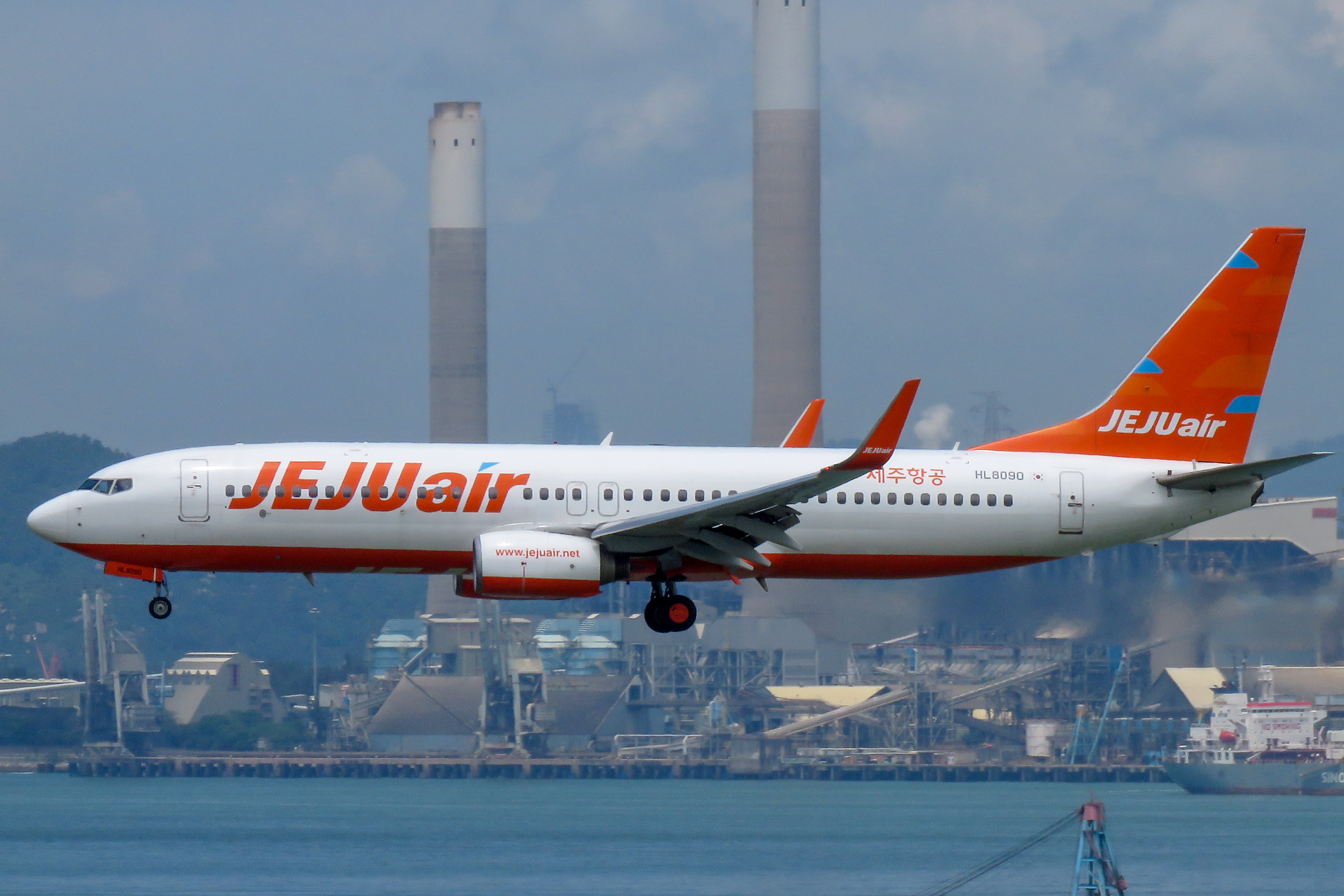
濟州航空的波音737-800

濟州航空（韓語：제주항공）是一間總部位於韓國濟州的低成本航空公司 ，創立於2005年1月，於2006年6月5日起正式營運，國內線負責濟州與首爾、釜山、大邱與清州間的空中交通。國際線則以首爾仁川機場為主基地，飛往日本、台灣、中國大陸、東南亞及大洋洲。2015年適逢公司成立十年，濟州航空決定逐步增加首都圈以外的國際航線，包括大力開闢由釜山金海國際機場出發的航線，以迎接競爭日益激烈的低成本航空市場。

## 簡介及歷史
濟州航空在2005年1月成立，由韓國企業「愛敬集團」與濟州特別自治道政府共同出資成立，其中「愛敬集團」持有75%的股份為最大股東，濟州特別自治道政府持有25%。2005年8月取得飛航許可執照，打破長期以來由大韓航空與韓亞航空壟斷的韓國空中運輸市場的格局。2006年4月，濟州航空的第一架飛機Dash8-Q400正式交機，隨後在6月5日首航濟州-首爾金浦航線。濟州航空陸續推出首爾金浦-釜山、襄陽與濟州-釜山等等韓國境內航線。但由於客源不穩，首爾到釜山與襄陽的航線很快地在隔年即停航。2007年11月12日，濟州航空執行由濟州飛往平壤的兩韓特別包機，是該公司首次等同於國際航線的飛航。
2008年起，濟州航空開始引進波音737系列客機，準備汰換原有的五架Dash8-Q400，同時也計畫進軍短程國際航線的飛航。2008年7月11日，濟州航空飛航濟州到日本廣島的國際包機，正式宣告進軍國際航線。隨後並推出以日本為主的定期與包機航線業務，經營逐步上軌道。
2012年4月，濟州航空宣布由亞洲人氣團體「BIGBANG」出任公司代言人，創下韓國航空公司創新行銷的首例。濟州航空在機身上印上BIGBANG的圖像，並在網站首頁、報紙、雜誌、網路廣告登上他們的形象代言。同時，藉著濟州航空在亞洲航線的布局，BIGBANG的亞洲巡演也由濟州航空負責載送。
到了2013年，濟州航空宣布由當紅男子演員李敏鎬成為其第二代的公司形象代言人，主打清新形象與俐落服務。李敏鎬的代言替濟州航空帶來極大收益，尤其在日本航線與中國航線的拓展上更是無往不利，在2013年至2015年間，濟州航空國際線的營運比重迅速攀高，得益於中國與日本航線的高載客率。
2015年3月16日，濟州航空宣布與金秀賢簽下一年合約，將從2015年春季起取代李敏鎬成為濟州航空第三代形象代言人。同時，也大幅拓展由釜山及大邱出發的國際航線，搶攻地方低成本航空市場。
2015年3月17日，新加坡航空證實正在與濟州航空討論購買其股權的事宜。同時，濟州航空正在準備公開募股（IPO），預計將成為韓國第一個上市的廉價航空公司。
2016年，濟州航空宣布繼金秀賢後的下一任形象代言人為宋仲基。
2017年，東方神起接續宋仲基為濟州航空新一任形象代言人。
2019年12月18日，濟州航空以695億韓元收購易斯達航空。惟受2019冠状病毒病疫情影響，交易最後於2020年7月23日告吹。2024年，在韓國生產力本部組織的「國家顧客滿意度指數」（NCSI）調查中，濟州航空連續第三年榮獲低成本航空公司第一名。

## 機隊
截至2020年7月的統計，濟州航空擁有43架波音737-800客機。2010年6月出售其5架Dash8-Q400給Aires Colombia，旗下機隊單一化。

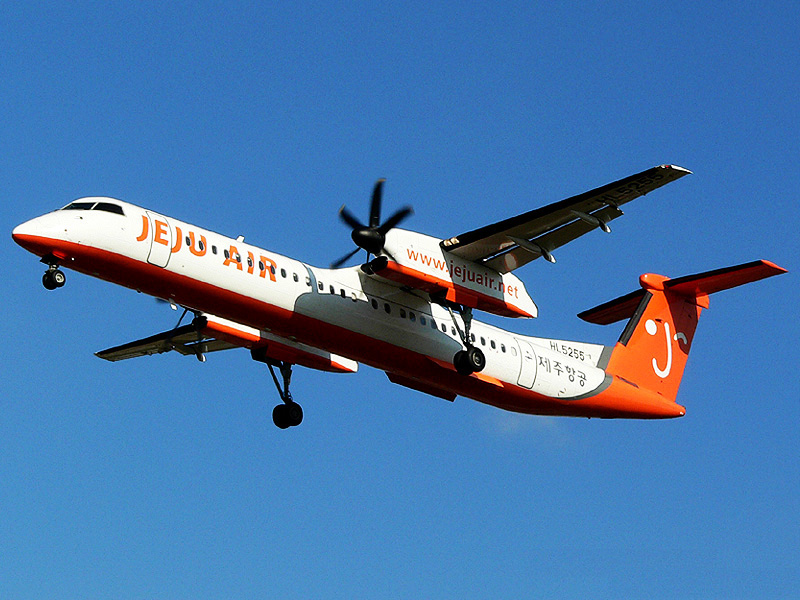
濟州航空已出售的Dash8-Q400

## 目的地
目前，濟州航空提供飛往中國大陸、台灣、日本、寮國、馬來西亞、菲律賓、俄羅斯、泰國、美國（海外領地）、越南等10個國家的國際定期航線，以及濟州往返首爾、大邱、清州、釜山、光州的國內航線。航線主要由首爾仁川機場出發，釜山金海機場則是濟州航空次要國際線基地。

## 意外及空難
2007年8月12日09:37，濟州航空一架龐巴迪Dash 8 Q400在釜山金海國際機場滑出跑道，6人受傷，飛機左螺旋槳受損。
2024年12月29日09:03左右，濟洲航空一架波音737-800客機（註冊編號HL8088）在执飞泰国曼谷飛往全羅南道務安國際機場的2216号班机时，于务安国际机场衝出跑道撞上盲降系統后爆炸。事故導致机上181人-其中乘客175人（泰籍2人，其餘皆為韓籍），機組人員6人，中179人死亡，仅2名機組人員倖存。

## 相關電視節目
- 2018年10月6日：MBC《公司食堂》EP9

## 外部連結
- 濟州航空官方網站 （页面存档备份，存于）